# Klid zbraní

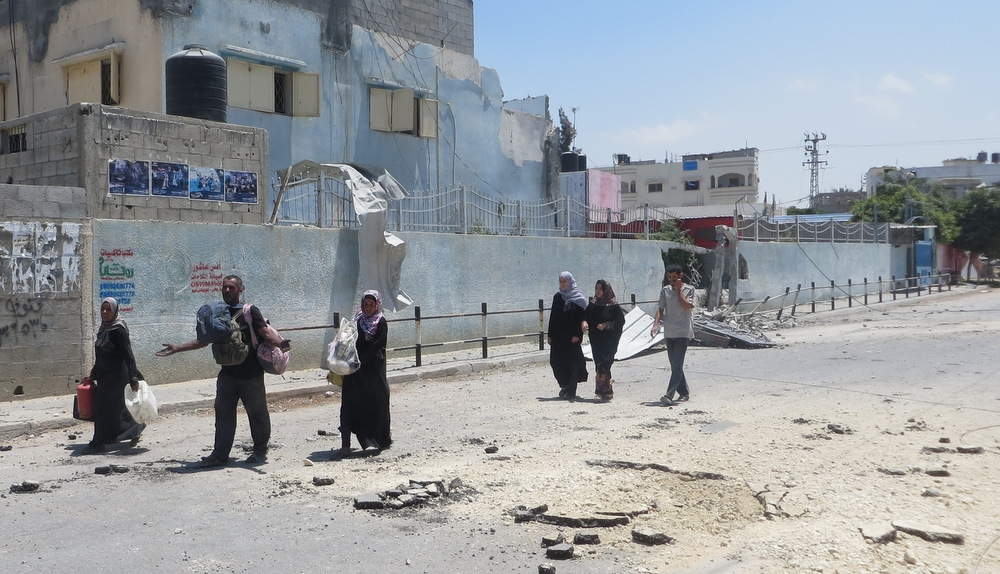
Klid zbraní v Bajt Hanúnu, 2014.

Klid zbraní (nebo příměří) je termín pro období, ve kterém se po vzájemné dohodě všechny strany válečného konfliktu zdržují veškerých útočných akcí. Klid zbraní může být časově omezen např. během některých významných svátků, během odsunu civilních obyvatel, za průběhu humanitárních akcí ap. U konvenčních válek klid zbraní nastává od chvíle sjednané při kapitulaci jedné ze stran. Tento stav bývá také podmínkou pro probíhající mírové procesy.